# Harald Stein

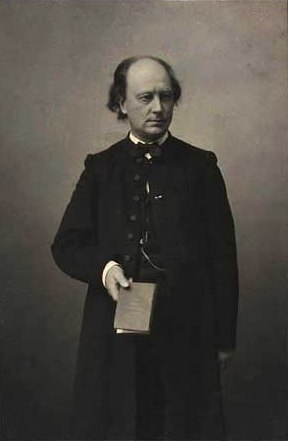
Harald Stein.

Harald August Edvard Stein, född den 9 mars 1840, död den 5 januari 1900, var en dansk biskop. Han var son till Sophus August Vilhelm Stein samt bror till Theobald och Valdemar Stein.
Stein, som blev teologie kandidat 1866, var präst vid diakonissanstalten på Frederiksberg 1872-1880 och ordförande i dess styrelse 1879-1886. År 1875 blev han ledamot av och 1879-86 var han ordförande i styrelsen för inre missionen i Köpenhamn samt hade väsentlig del i uppförandet (1882) av det kyrkliga församlingshuset Bethesda. År 1880 blev Stein präst vid Sankt Matthæus Kirke, där han samlade stora skaror av åhörare. Slutligen blev han 1889 biskop i Fyns stift, men måste av hälsoskäl ta avsked 1899. Han var ingen lärd teolog men mycket verksam för att främja församlingslivet.